# Aphantaulax fasciata
Aphantaulax fasciata là một loài nhện trong họ Gnaphosidae.
Loài này thuộc chi Aphantaulax. Aphantaulax fasciata được miêu tả năm 1911 bởi Kulczynski.